# Hans Hefele
Hans Hefele (* 1905; † 1973) war ein deutscher Oberst der Luftwaffe der Wehrmacht und Kapitän zur See der Bundesmarine.

## Leben
Hans Hefele trat 1924 in die Reichsmarine ein und war 1931 als Oberleutnant zur See (Beförderung am 1. Juli 1930) zur Verfügung des Chefs der Marinestation der Ostsee in Kiel. Im gleichen Jahr begann er ein Flugtraining. Im Oktober 1933 wurde er in die Luftwaffe übernommen und war später an der E-Stelle Travemünde. Ab Oktober 1936 war er Staffelkapitän von der 3./Küstenfliegergruppe 206 und zeitgleich Kommandant des Seefliegerhorstes Borkum.
Als Hauptmann war er von der Verlegung der Staffel nach Pollença im Norden Mallorcas im Juli 1937 bis Januar 1938 Staffelkapitän der Seefliegerstaffel 88, der kleinste eigenständige fliegende Verband der Legion Condor. Am 30. Juli 1937 wurde er mit seiner He 59 abgeschossen und gerettet. Von Oktober 1939 bis 3. April 1940 war er Kommandeur der II. Gruppe des Kampfgeschwaders 26. Am 3. April 1940 verfolgten Spitfires der britischen 41 Squadron die He 111H-2 (Geschwaderkennung 1H+AC) von Hefele und schossen sie ab. Britische Fischer retteten ihn und er kam in Kriegsgefangenschaft. 1942 wurde er noch zum Oberst befördert.
Er wurde Insasse des Kriegsgefangenenlager Bowmanville. Durch Otto Kretschmer wurde er zum senior german officer des Lagers und erlebte die sogenannte „Schlacht von Bowmanville“ mit. Als im Sommer 1942 die deutsche Propaganda alliierte Kriegsgefangene in Ketten in Berlin vorführte, sollten ebenso 100 deutsche Insassen des Kriegsgefangenenlagers Bowmanville als Gefangene präsentiert werden. Hefele lehnte, wie auch weitere Offiziere, das Fesseln ab und so wurde befohlen, dass das Gefängnispersonal die Fesselung der deutschen Insassen vornehmen sollte. Daraufhin verschanzten sich die Deutschen und es kam zu einer Auseinandersetzung, in dessen Folge die kanadischen Wachmannschaften die Deutschen überwältigen konnten.
Die Ausbildung der ersten Kadetten der Marineflieger begann Anfang 1956 in Pensacola. Die Ausbildung in den USA wurde durch die Kadetten aufgrund des Aufbaus; u. a. musste eine 14-tägige Infanterieausbildung absolviert werden; und die festgelegte Strenge kritisiert, sodass Karl-Adolf Zenker und Walter Gaul direkt eingebunden wurden. In der Folge wurden die Umstände über Zenker und Gaul aufbereitet. Der Lehrgangsleiter hatte sich diesbezüglich auch an Gaul gewandt und bereits ein Einleben der Kadetten mitgeteilt. Der US-Marineattaché schlug, auch um die deutsch-amerikanischen Beziehungen nicht zu belasten, ein Herauslösen der Kadetten aus der Infanterieausbildung vor, welches Zenker als Hoffnung für eine Lösung angab. Für den zweiten Lehrgang in den USA hatte sich dann Friedrich Ruge für ein Herauslösen eingesetzt. Später wurde Hefele, welcher später Gaul 1960 als Kommandeur des Kommandos der Marineflieger ablöste, zur Beaufsichtigung nach Amerika geschickt. Er beaufsichtigte sowohl die fliegerische Grundausbildung in Pensacola als auch die Fortgeschrittenenschulung in Kingsville in Texas. Hefele gelang es die Kontakte zu den amerikanischen Verbündete auszubauen und wurde zu einem geeigneten Ansprechpartner vor Ort. Es ist seinem Engagement u. a. zu verdanken, dass Rekruten, welche als Fluganwärter ausgeschlossen wurden, in andere Funktionen bei den Marinefliegern wechseln konnten. In dieser Funktion übermittelte Hefele an Gaul eine Abbrecherquote von 33 %. Im Oktober 1958 wurde die Dienststelle in Pensacola, welche er führte und eine Außenstelle des Marineamtes war aufgelöst. Dies war dem Abschluss der Lehrgänge zum Januar 1959 und der fehlenden Planung neuer Lehrgänge geschuldet.
Hefele war eigentlich nicht für eine fliegerische Ausbildung vorgesehen, absolvierte diese aber doch ohne Zahlung und eingeplant zu sein. Letztendlich konnte er durch das persönliche Entgegenkommen der US Navy die Flugzeugträgerqualifikation erreichen, was aufgrund seines Alters als besondere Leistung in der Marine gewürdigt wurde. Im Oktober 1958 wurde er durch den Vizeadmiral Robert Goldthwaite feierlich zum US. Naval Aviator ernannt.
Als Kapitän zur See war er von Juli 1959 bis Juni 1960 Referent des Referats Einzelausbildung/Allgemeine Grund. und Fachausbildung/milit. Einzel-, Fach- u. Sonderausbildung/Erziehung und Ausbildung, Dienstvorschriften (FüM III,6) im Führungsstab der Marine. Anschließend übernahm er von Walter Gaul das Kommando über die Marineflieger und blieb in dieser Position bis Januar 1963.